# Резервуар
Резервуа́р (фр. réservoir) происходит от слова «резерв» (фр. réserve от лат. reservare — сберегать, сохранять) — герметично закрываемый или открытый, стационарный сосуд, наполняемый жидким или газообразным веществом.
При необходимости резервуары объединяют в группу резервуаров, сосредоточенных в одном месте, её называют «резервуарным парком».

## История
В СССР при строительстве резервуаров активно применялись типовые проекты (ТП) стальных и железобетонных резервуаров надземного и подземного расположения вертикального, горизонтального, шарообразного, прямоугольного и траншейного (до 2000 м3) типов, работающих при температуре до −65 °С. Типовые проекты разрабатывались с 1969—1970-х годов научно-проектными институтами:
- ЦНИИ «Проектстальконструкция» — стальные 100 — 20 000 м3;
- «Союзводоканалпроект» — с 1965 года введены ТП железобетонные, прямоугольные, заглубленные резервуары объёмом 100, 250, 500, 1 000 и 2 000 м3, с 1973 года — введены ТП сборные железобетонные заглубленные резервуары объёмом 5000 и 10 000 м3;
- «Гипротрубопровод», «Южгипротрубопровод» — технологическое оборудование резервуаров.

В 1969 году были введены в действие типовые проекты резервуаров 100 — 5000 м3, в 1970 году — 10 000, 15 000, 20 000 м3.

## Классификация
По типу расположения:
- надземные;
- подземные.

По типу конструкции
- вертикальные;
- горизонтальные;
- шаровые.

По условиям эксплуатации:
- стационарные резервуары (как правило стальные);
- переносные или перемещаемые (сборно-разборные, каркасные, мягкие);
- плавающие (для хранения и перемещения на воде) и транспортные (для перемещения на транспорте).

Также резервуары могут быть двустенными и многокамерными; известны флекситанки (внутриконтейнерные, внутривагонные или внутританкерные), каркасные резервуары (выполненные на основе каркаса) и мягкие или гибкие резервуары.
По способу сооружения:
- сборно-монолитные;
- сборные ёмкости;
- монолитные железобетонные резервуары.

## Эксплуатация
Резервуары эксплуатируются в различных климатических условиях с температурой окружающего воздуха до −60 °С в зимнее время и до +50 °С в летнее время при различной температуре продукта в резервуаре.
Эксплуатация резервуаров осуществляется в соответствии с инструкцией по надзору и обслуживанию, утверждённой руководителем эксплуатирующего предприятия.

### Эксплуатационная документация
На эксплуатируемый резервуар составляется документация:
- технический паспорт резервуара с приложениями:
  - технический паспорт на понтон;
  - схема нивелирования основания;
  - схема молниезащиты и защиты резервуара от проявлений статического электричества;
  - распоряжения, акты на замену оборудования резервуаров;
  - технологические карты на замену оборудования резервуаров;
  - акты;
- градуировочная таблица резервуара;
- технологическая карта резервуара;
- журнал текущего обслуживания;
- журнал эксплуатации молниезащиты, защиты от проявления статического электричества.

При отсутствии технической документация на резервуар, паспорт составляется на основании детальной технической инвентаризации всех частей и конструкций резервуара предприятием, эксплуатирующим резервуар, и подписывается главным инженером предприятия.
Техническое обслуживание резервуара выполняется с составлением необходимой ремонтной документации.

## Конструкция

### Конструкция днища
Резервуары горизонтальные имеют плоские, конические и сферические днища, а также днища в форме усечённого конуса.
Резервуары вместимостью до 8 м3 включительно изготовляются с плоскими днищами, более 8 м3 — с коническими днищами или по требованию заказчика с плоскими днищами.

## Оборудование резервуара
Горизонтальные резервуары могут оснащаться стационарно встроенными элементами: змеевиками, пеноотводами, лестницами, мешалками, приборами контроля уровня и сигнализации, измерительными трубами, замерным люком и другими устройствами в соответствии с требованиями проектов.
Вертикальные резервуары оснащаются более сложным оборудованием.

### Нормативная литература
- «Правила технической эксплуатации резервуаров и инструкции по их ремонту». Утверждены Госкомнефтепродуктом СССР 26 декабря 1986 года.
- РД 39-015-02 «Правила технической эксплуатации резервуаров магистральных нефтепроводов».
- ГОСТ 31385-2008 «Резервуары вертикальные цилиндрические стальные для нефти и нефтепродуктов. Общие технические условия».
- СН РК 3.05-24-2004 «Инструкция по проектированию, изготовлению и монтажу вертикальных цилиндрических стальных резервуаров для нефти и нефтепродуктов».
- Типовой проект 704-1-242.88 «Резервуар вертикальный без понтона для нефти и нефтепродуктов вместимостью 5000 м3 из крупногабаритных листов проката».

### Техническая литература
Дерцакян А. К., Шпотаковский М. Н., Вояков В. Г. и др. «Справочник по проектированию магистральных трубопроводов» / Под ред. Дерцакяна А. К.. — Л.: «Недра», 1977. — С. 519. — 14 400 экз экз.